# بوخولت
بوخولت ألمانيا (بالألمانية: Bocholt, Germany) هي مدينة وبلدة ألمانية تقع في ألمانيا في بوركن. يقدر عدد سكانها بـ 73,560 نسمة .

## المدن التوأمة
مدن Bocholt، أورياك وArpajon-sur-Cère هي مدن توأمة لـبوشولت ألمانيايا.

## أعلام
- بنيامين هنريكس
- فل بوهوس
- باسكال تيسترويت
- غوتفريد فيشر
- سيمون تيرود
- كارل هاينز هنريكس